# جيل باكير
جيل باكير (بالإنجليزية: Jill Baker)‏ هي ممثلة بريطانية، ولدت في 1952 في المملكة المتحدة.

## أعمال

### أفلام
- (1998) شكسبير عاشقا[1]

## وصلات خارجية
- جيل باكير على موقع IMDb (الإنجليزية)
- جيل باكير على موقع قاعدة بيانات الفيلم (الإنجليزية)